# Jelonek czubaty
Jelonek czubaty (Elaphodus cephalophus) – gatunek ssaka parzystokopytnego z podrodziny jelenie (Cervinae) w obrębie rodziny jeleniowatych (Cervidae).

## Taksonomia
Rodzaj i gatunek po raz pierwszy zgodnie z zasadami nazewnictwa binominalnego opisał francuski zoolog Alphonse Milne-Edwards nadając mu nazwę Elaphodus cephalophus. Opis ukazał się w raporcie dla profesorów-administratorów z Muzeum Historii Naturalnej w Paryżu pod redakcją Armanda Davida, opublikowanym w czasopiśmie Nouvelles archives du Muséum d’histoire naturelle. Miejsce typowe to Moupin, Syczuan, Chińska Republika Ludowa. Holotyp to czaszka samicy (sygnatura MNHN-ZM-MO-1870-551) ze zbiorów Muzeum Historii Naturalnej w Paryżu; okaz typowy zebrał Armand David.
Jedyny przedstawiciel rodzaju jelonek (Elaphodus). Najbliżej spokrewniony z rodzajem Muntiacus z którym razem tworzą plemię Muntiacini. W zależności od źródła wyróżnia się 3-4 podgatunki; tutaj trzy podgatunki za Illustrated Checklist of the Mammals of the World. Podstawowe dane taksonomiczne podgatunków (oprócz nominatywnego) przedstawia poniższa tabelka:
| Podgatunek        | Oryginalna nazwa      | Autor i rok opisu | Miejsce typowe                                        | Holotyp |
| ----------------- | --------------------- | ----------------- | ----------------------------------------------------- | --- |
| E. c. ichangensis | Elaphodus ichangensis | Lydekker, 1904    | Yichang, Hubei, Chińska Republika Ludowa.             | Czaszka i skóra dorosłego samca (sygnatura BMNH:Mamm:1901.3.2.17) ze zbiorów Muzeum Historii Naturalnej w Londynie; okaz typowy zebrał w 1901 roku Frederick William Styan. |
| E. c. michianus   | Lophotragus michianus | Swinhoe, 1874     | w pobliżu Ningbo, Zhejiang, Chińska Republika Ludowa. | Skóra (czaszka została zniszczona), być może znajduje się w zbiorach Muzeum Historii Naturalnej w Londynie.                                                                 |

### Etymologia
- Elaphodus: gr. ελαφος elaphos ‘jeleń’; οδους odous, οδοντος odontos ‘ząb’[24].
- Lophotragus: gr. λοφος lophos ‘grzebień, czub’; τραγος tragos ‘kozioł’[25].
- cephalophus: gr. -κεφαλος -kephalos ‘-głowy’, od κεφαλη kephalē ‘głowa’[26]; λοφος lophos ‘grzebień, czub’[27].
- ichangensis: Yichang, Chińska Republika Ludowa[5].
- michianus: Alexander Michie (1833–1902) brytyjski przedsiębiorca, odkrywca, redaktor gazety, w Chinach od 1854 do 1894[28].

## Występowanie
Jelonek czubaty zamieszkuje górskie lasy Chińskiej Republiki Ludowej; kiedyś występował w Mjanmie. W południowych Chinach żyją na wysokościach 300 – 800 m, ale w niektórych prowincjach zaobserwowane zostały nawet na wysokości 4500 m. W związku z prowadzonym trybem życia badania tego gatunku są utrudnione.
Jelonek czubaty zamieszkuje w zależności od podgatunku:
- E. cephalophus cephalophus – południowo-zachodnia Chińska Republika Ludowa; stare zapisy z północnej Mjanmy
- E. cephalophus ichangensis – południowa Chińska Republika Ludowa
- E. cephalophus michianus – południowa-wschodnia Chińska Republika Ludowa

## Morfologia
U jelonka błotnego występuje poroże w kształcie szpica, bardzo niewielkich rozmiarów, prawie całkowicie zasłonięte przez kilkunastocentymetrowy czub, czyli kępkę dłuższych włosów na czole (Komosińska i Podsiadło 2002). Gatunek ten ma specyficznie rozwinięte kły – u samców górne kły są wydłużone i zakrzywione oraz wystają na zewnątrz pyska. Ich długość dochodzi nawet do 2,5 cm.
Zarówno samce, jak i samice jelonka błotnego wydają zarówno w okresie godowym, jak i w przypadku zagrożenia charakterystyczne dźwięki przypominające szczekanie.
Długość ciała 100–120 cm, długość ogona 7–13 cm, w kłębie wysokość wynosi 50–70 cm; masa ciała 17–30 kg. Ubarwienie ciemnoszare, spodnia część ciała jest biała, natomiast głowa oraz szyja szara.

## Ekologia
Osobniki zazwyczaj występują pojedynczo, rzadziej widywane są w parach. Przedstawiciele trzymają się zazwyczaj blisko wody. Jelonek czubaty jest gatunkiem roślinożernym. Głównymi składnikami jego diety są: trawa, owoce, rośliny zielne czy liście krzewów.
Aktywne głównie o świcie i po zmierzchu. Prowadzą samotniczy tryb życia, czasem spotykane w parach.
Po trwającej ok. 180 dni ciąży samica rodzi jedno, rzadko dwa młode. Dojrzałość płciową osiągają ok. 18 miesiąca życia.

## Znaczenie w ochronie środowiska
Gatunek jelonka czubatego zalicza się do kategorii gatunków bliskich zagrożeniu – kategoria „Near Threatend”. Liczba osobników ciągle maleje, brak jest jednak dokładnych danych na ten temat. W Chinach liczba ta szacowana jest na 300–500 tys. Główną przyczyną takiego statusu Elaphodus cephalophus oraz zmniejszającej się populacji są polowania. Gatunek nie jest wpisany na światową listę gatunków chronionych i na razie ma taki status tylko w niektórych prowincjach Chin.

## Znaczenie dla gospodarki
Gatunek ten nie odgrywa większej roli w gospodarce. Źle znosi pobyt w niewoli i żyją zdecydowanie krócej niż na wolności. W przypadku wystąpienia zagrożenia wydaje charakterystyczny dźwięk mogący być ostrzeżeniem np. przed panterami borneańskimi (Neofelis diardi borneensis) czy cyjonami rudymi (Cuon alpinus).